# Kistskäret (vid Hitis, Kimitoön)
Kistskäret är öar i Finland. De ligger i Skärgårdshavet och i kommunen Kimitoön i landskapet Egentliga Finland, i den sydvästra delen av landet. Öarna ligger omkring 62 kilometer söder om Åbo och omkring 140 kilometer väster om Helsingfors.
Arean för den av öarna koordinaterna pekar på är 11,2 hektar och dess största längd är 0,6 kilometer i sydväst-nordöstlig riktning.